# Śliwa amerykańska
Śliwa amerykańska (Prunus americana Marsh.) – gatunek rośliny z rodziny różowate. Występuje w naturze w Ameryce Północnej od Saskatchewan i Idaho do Nowego Meksyku, a na wschodzie od Quebecu, do Maine i Florydy. Jako gatunek zawleczony i zdziczały rośnie także w innych rejonach USA. Często mylony z Prunus nigra. 

## Zastosowania

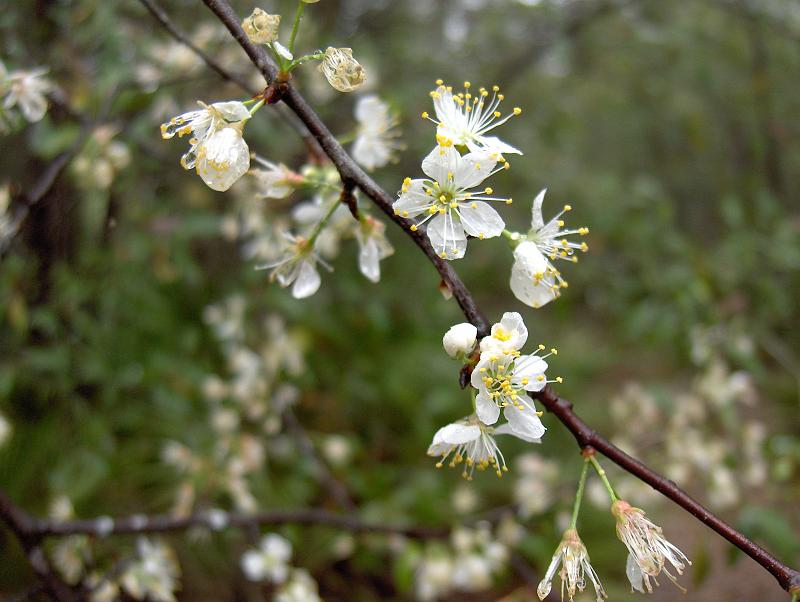
Kwiaty

Śliwa amerykańska jest wykorzystywana zarówno dekoracyjnie, jak i kulinarnie. Uprawia się ponad 200 odmian śliwy amerykańskiej, a jej kwaśne i słodkie owoce je się na świeżo i wykorzystuje w produkcji przetworów i win. Śliwa amerykańska jest też stosowana jako podkładka przy szczepieniu śliwy domowej.
Śliwa amerykańska była wykorzystywana przez Indian Ameryki Północnej. Wschodnie plemiona sadziły wiele śliw, a miejsca w nie obfite nazywano Crab Orchard.
Indianie Wielkich Równin i Czejenowie jedli owoce śliwy amerykańskiej; ci ostatni używali jej gałęzi do Tańca Słońca. Nawahowie wytwarzali czerwony barwnik z korzeni tej rośliny.